# 東京レーダー

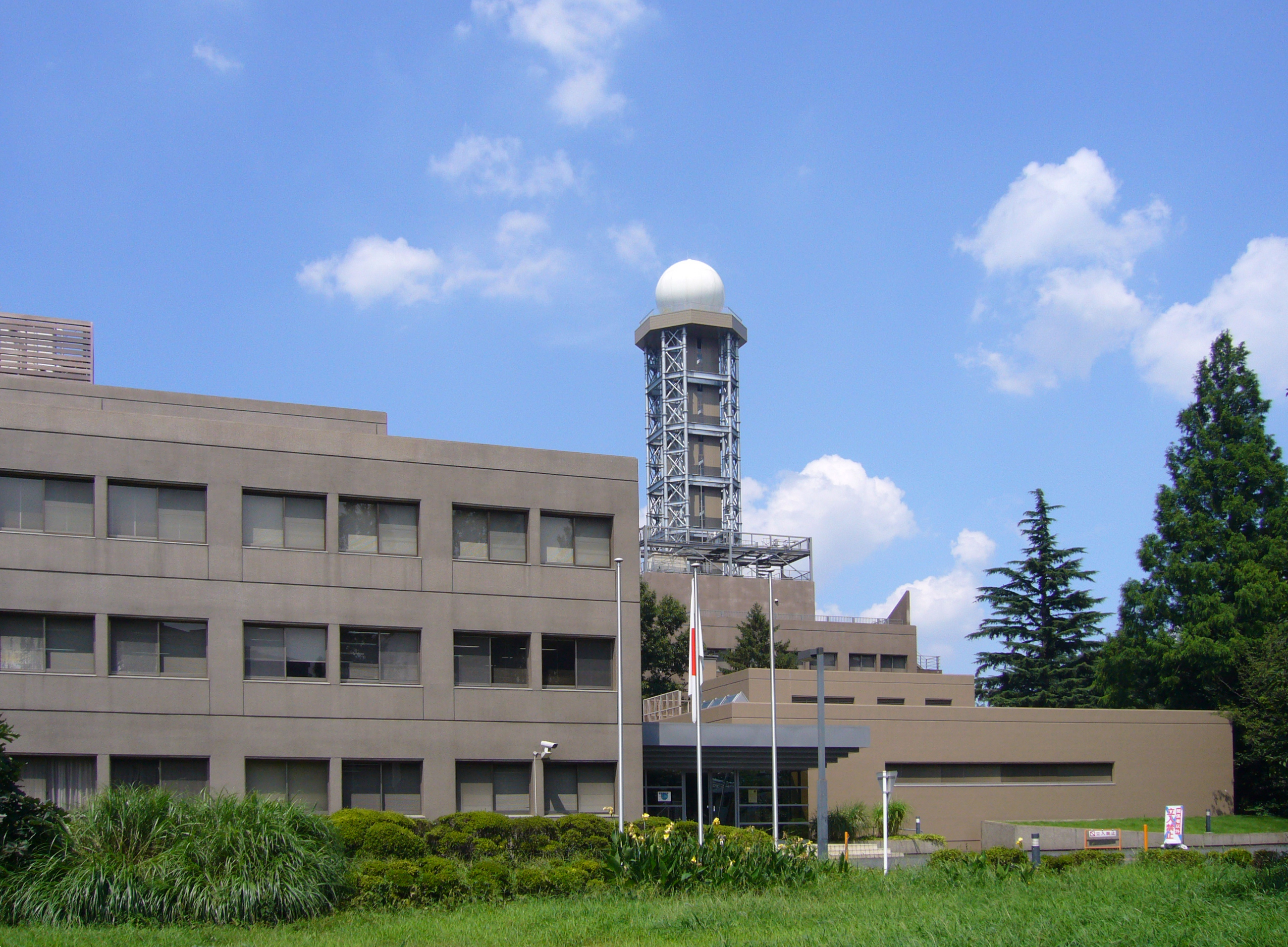
中央奥のドームが東京レーダー

東京レーダー（とうきょうレーダー）は、気象庁が全国20箇所に保有する気象レーダーの一つ。

## 概要
柏市の気象大学校構内にあるが大学校学生用の実習施設ではなく、東京管区気象台が管理し稼動中の観測施設の一つである（他に新潟、名古屋、福井、長野、静岡）。
従来は東京大手町の気象庁本庁に置かれていたが、周辺の高層建築物増加で性能発揮が困難になったため、一旦隣の大手町合同庁舎3号館の屋上に移設された。その後、1989年に現在の場所に移転された。高さ45mの鉄筋コンクリート製塔にレドームをかぶせて載せられている。
2006年3月よりドップラー・レーダーとしての運用が開始された。